# Стонотениски клуб Црвена звезда
Стонотениски клуб Црвена звезда је стонотениски клуб из Београда. Клуб је део Спортског друштва Црвена звезда од оснивања 4. марта 1945, најпре као секција, да би 1. јуна 1948. године добио статус клуба.

## Историја
На челу секције одмах по оснивању налазио се Борислав Станковић, који је као члан првог тима са Војином Ђорђевићем постизао солидне резултате на Републичким Првенствима. 31. маја 1951. године црвено-бели стонотениски клуб престао је са радом, првенствено због материјалних тешкоћа. Комплетна женска екипа прешла је у Железничар, док су чланови мушког састава одлазили у Милиционар, Полет и друге клубове.
На реактивирање се чекало готово три деценије. 13. маја 1980. прихваћена је жеља стонотенисера Пионира да пређу у Звезду, и тако је у оквиру Спортског друштва поново успостављен стонотениски клуб. Иницијативу су посебно подржали Дејан Патаковић, Мики Белошевац, Драган Маринковић, Раде Копчалић и Владимир Јовановић, који је уједно био и тренер.

## Успеси
Национално првенство - 11
1993, 2001, 2002, 2004, 2005, 2010, 2015, 2016, 2017, 2021, 2025.

## Познати играчи
- Зоран Калинић
- Александар Каракашевић
- Марко Јевтовић
- Жолт Пете